# Geneviève Soult de Dalmatie
La baronne Geneviève Reille, née Geneviève Soult de Dalmatie le 3 juillet 1844 à Paris et morte le 29 août 1910 au château de Soult-Berg, est une militante catholique française.

## Biographie
Geneviève Marie Eulalie Sophie Soult de Dalmatie est la fille du duc Napoléon-Hector Soult de Dalmatie. Elle épouse en 1860, le baron René Reille, dont elle a huit enfants :
- André (1861-1898), député, marié le 7 mai 1887 avec Caroline Delphine Vaïsse (1866-1936) ;
- Aimée (1864) ;
- Aimée (1865) ;
- Marie Charlotte (1867-1869) ;
- Marie-Louise (1870-1891), mariée en 1888 avec Jérôme Ludovic de Solages (1862-1927), patron de la Compagnie de Carmaux, député du Tarn et adversaire politique de Jean Jaurès, qui devient député de Carmaux à sa place ;
- Xavier (1871-1944), député, marié en 1896 avec Clotilde de Cholet (1873-1941) ;
- Amédée (1873-1944), député, marié en 1899 avec Madeleine Eugénie Law de Lauriston (1881-1959) ;
- Augustin (1879-1880).

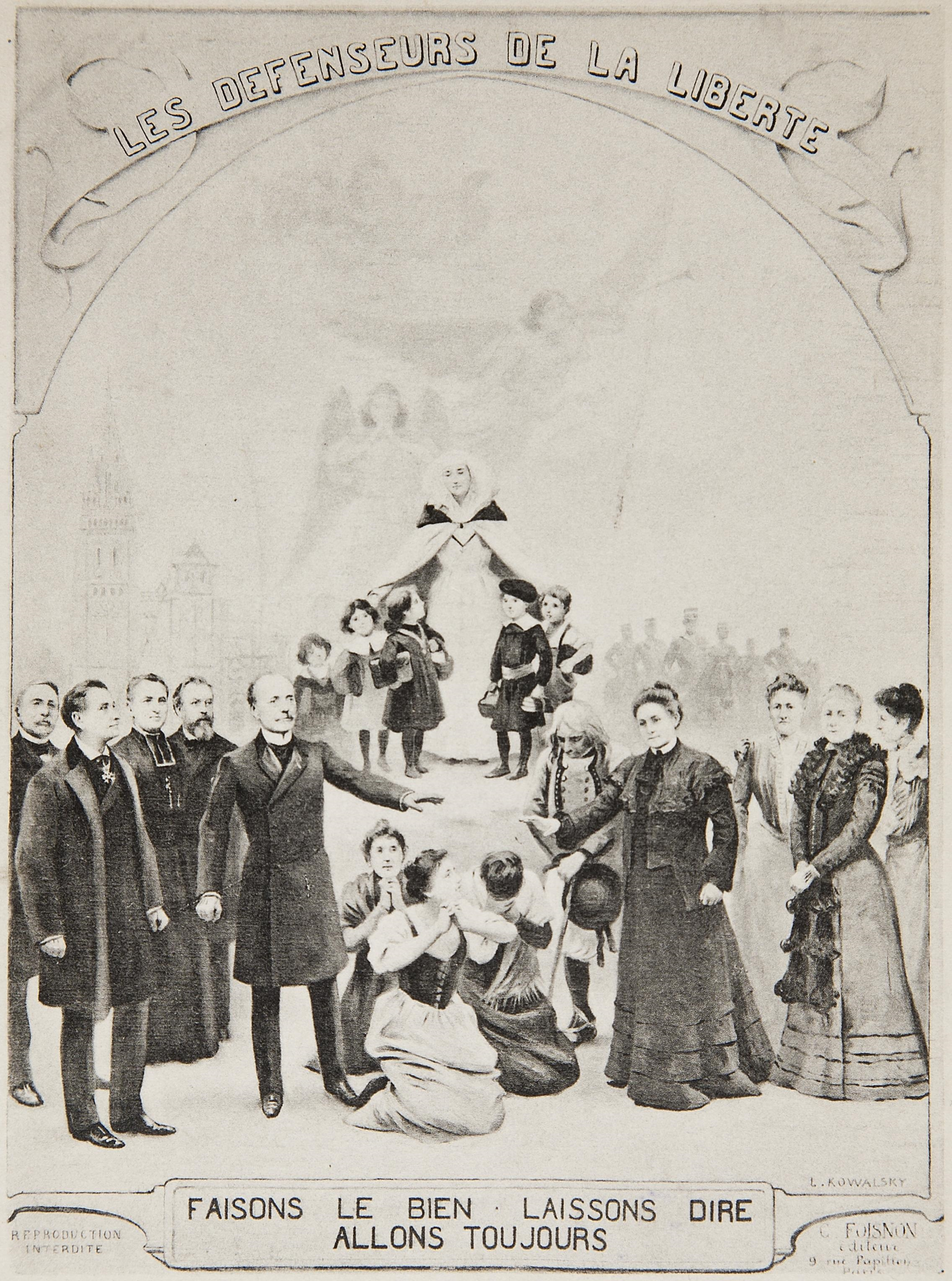
« Les défenseurs de la liberté » : Piou, l'abbé Gayraud, Lerolle, Coppée, comte de Mun, Mme Piou, Mme Xavier Reille, la baronne René Reille, Mme Cibiel.

Elle est l'une des cofondatrices de la Ligue patriotique libérale des Françaises en 1902. Pour la baronne Reille, un comité local idéal est formé de « 5 personnes de l'aristocratie, 5 de la bourgeoisie, 5 du commerce et 5 du peuple ». En 1906, à la suite d'une crise interne, elle succède à la baronne de Brigode en tant que présidente de la Ligue patriotique des Françaises. Sous sa présidence, la Ligue - qui prend le nom de Ligue patriotique des Françaises - conserve son but de défense de la religion catholique, mais réoriente ses actions en faveur de l'éducation sociale, des interventions de bienfaisance et de l'action sociale, avec l'abandon de la prééminence pour la politique. Il s'agit de contribuer à l'éducation morale du peuple via des conférences et d’améliorer ses conditions de vie par le biais de multiples actions : formation de syndicats catholiques, organisation de garderies et d'écoles ménagères, fondation de bureaux de placements, etc.